# Сан-Кристобал (озеро)
Сан-Кристобал (англ. Lake San Cristobal) — завальное озеро в горах Сан-Хуан на территории национального леса Ганнисон, округ Хинсдейл, штат Колорадо, США. Второе по площади озеро штата. Объём воды — 0,014 км³. Площадь поверхности — 1,34 км². Высота над уровнем моря — 2747 м.
Озеро вытянуто с севера на юг на 3,2 километра, его максимальная ширина не превышает 600 метров. Максимальная глубина — 27 метров. В четырёх километрах севернее находится городок Лейк-Сити, названный в честь озера и вообще единственный населённый пункт округа. Сан-Кристобал(ь) с испанского языка переводится как «Святой Христофор». Вдоль всех берегов озера проходят автодороги № 30 и № 33. В западной части озера расположен небольшой остров (70 на 40 метров), соединённый с берегом узким мостом. Южный берег озера болотистый, остальные холмисты и обрывисты.
Озеро Сан-Кристобал образовалось в XIII—XIV веке, когда гигантская оплывина Сламгаллион перекрыла реку Лейк-Форк-Ганнисон. Обычно такие естественные плотины недолговечны, однако не в данном случае. По оценкам учёных, озеро полностью наполнится донными отложениями и, таким образом, исчезнет к середине 5-го тысячелетия.
В 1950-х годах рассматривался проект постройки на озере крупной насыпной плотины, но он был отвергнут. Тем не менее, в 1954 году маленькая деревянная плотина всё-таки была построена, но к 1970-м годам она начала разрушаться. В настоящее время для небольшой корректировки уровня воды используются специальные валуны.
По берегам озера расположены несколько зон отдыха. Развита рыбалка.